# Gujrat
 Ten artykuł dotyczy miasta w Pakistanie. Zobacz artykuł o stanie Gudźarat w Indiach.
Gujrat (urdu/pendżabski: گجرات) miasto w Pakistanie położone w dystrykcie Gujrat w pakistańskiej prowincji Pendżab. Ludzie tam mieszkający nazywani są Gujrati.
21 lutego 1849 pod Gujratem odbyła się bitwa pomiędzy Brytyjczykami pod dowództwem Lorda Gougha i  pokonaną w tej bitwie armią Sikhów dowodzoną przez generała Shere Singha.